# Інтернет-статистика
Інтернет-статистика — сервіси, що дозволяють збирати і аналізувати інформацію про відвідувачів сайтів. Інформація вибирається з даних, наданих мережевими протоколами. Для отримання даних протоколу з запиту користувача вимагається, щоб разом зі сторінкою сайту виконався серверний скрипт системи інтернет-статистики. Найпростішим і найкориснішим способом зробити це є розміщення на сторінці лічильника відвідувань. 

## Статистика відвідувань сайту
Статистика відвідувань сайту вважається основним показником популярності ресурсу. Виділяють дві категорії підрахунку: з унікальними візитами окремих сторінок (тобто «хітами», де лічильник збільшується на одиницю з кожним відвідуванням нової сторінки) і унікальних відвідувачів (лічильник збільшується за візит на сайт людини, яка ще там не була за добу, що триває). Іноді виділяють додаткові категорії, такі як унікальні IP-адреси («хости») або сесії.
Лічильники відвідувань можуть бути як вбудованими в програмне забезпечення сервера (збирають дані в онлайн режимі або за допомогою подальшого аналізу логів доступу до сайту), так і організованими у вигляді окремого сервісу, який допомагає рахувати відвідувачів сайту за рахунок розташування на кожній сторінці коду лічильника. Останній, зазвичай, виглядає для відвідувача сайту як картинка з логотипом сервісу, яка, інколи, і відображає поточну статистику сайту. Іноді лічильник прихований і ніяк не відображається на сайті.

## Статистика пошукових запитів
Статистика запитів — інформація про звернення користувачів до пошукової системи за «ключовими словами». В більшості випадків при роботі з сервісом статистики є можливість відфільтрувати результати з географії або навіть за окремо взятою мовою, а іноді і за місяцями. При цьому, зазвичай, сервіс показує не тільки дані про запит, але також і про словосполучення, синоніми і близькі теми («шукають також»). 

## См. також
- Лічильник відвідувань